# Acanthobrama tricolor
Acanthobrama tricolor е вид лъчеперка от семейство Шаранови (Cyprinidae).

## Разпространение
Видът е ендемичен за Сирия и Голанските възвишения.